# Касик (вождь)
Каси́к (кацик, ісп. Cacique, Cazique, жіноча форма — каси́ка, ісп. Cacica) — культурно-історичний термін. Спочатку так називалися вожді мовою таїно, корінного населення Антільських островів аравакської групи, які першими з індіанців вступили в контакт з європейцями (іспанцями). Пізніше іспанські колонізатори стали використовувати це слово стосовно всіх індіанських правителів.
Крім того, в новий і новітній час у деяких країнах Латинської Америки і в Іспанії так називають впливових політиків місцевого масштабу, вельми іменитих персон. Система керування, за якої центральний уряд здійснює свою владу на місцях за допомогою касиків, отримала назву касикізм.